# Bunaea alcinoe
Bunaea alcinoe es una especie de lepidóptero ditrisio de la familia Saturniidae. Se distribuye por el África subsahariana.

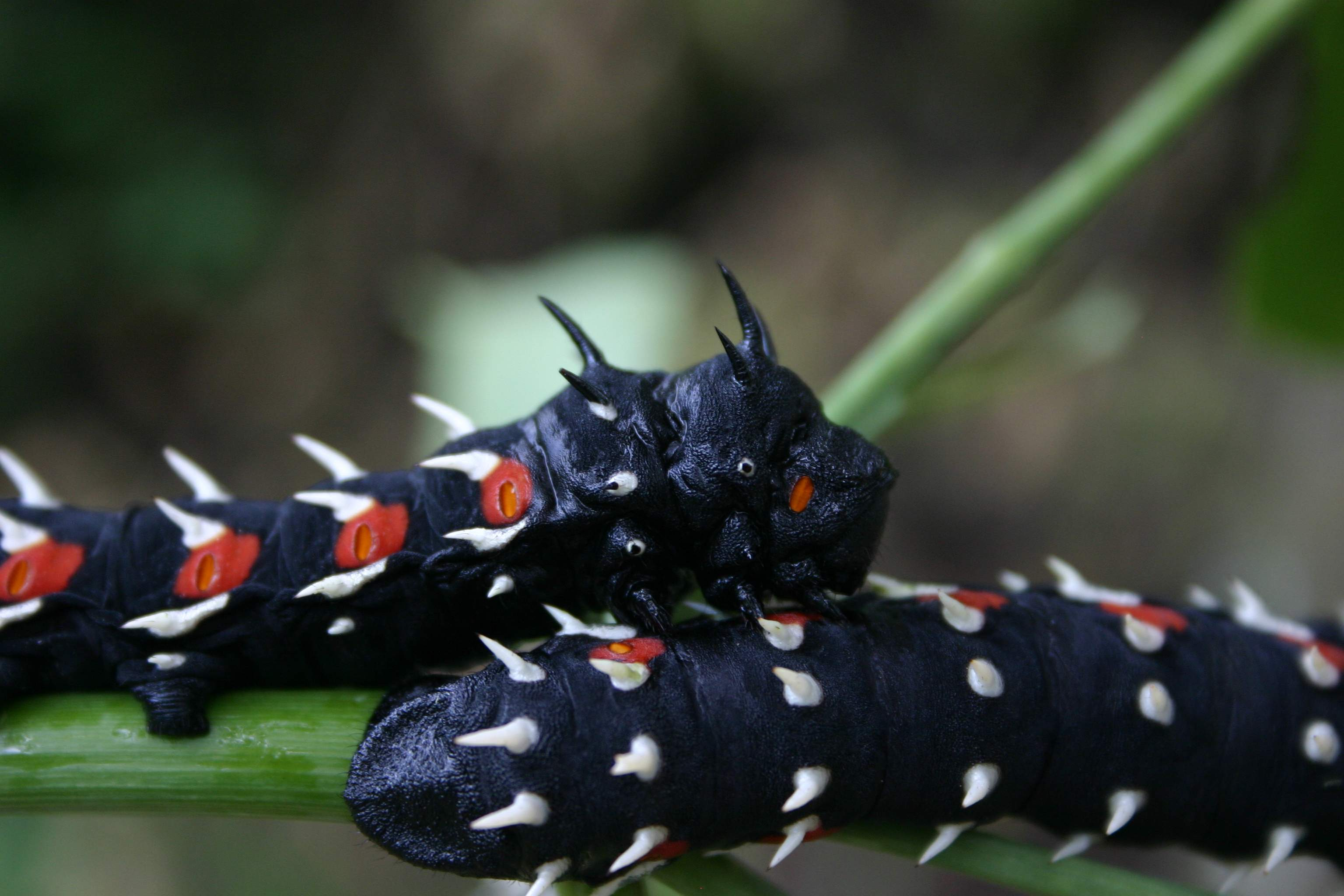
Larva.

La larva en su último estadio mide aproximadamente 70 mm de longitud y 15 mm de diámetro. 
Plantas alimenticias Bauhinia spp, Croton spp, Harpephyllum caffrum, Cussonia spp, Celtis spp, y Ekebergia capensis. En la República Democrática del Congo las larvas se alimentan de Sarcocephalus latifolius, Crossopteryx febrifuga y Dacryodes edulis. 
En la mitología griega Alcínoe era la hija de Pólibo (rey de Corinto).